# Iwanka Szałapatowa
Iwanka Nikołowa Szałapatowa (bułg. Иванка Николова Шалапатова; ur. w listopadzie 1974) – bułgarska menedżer i działaczka organizacji społecznych, w latach 2023–2024 minister pracy i polityki socjalnej.

## Życiorys
W 1998 uzyskała magisterium z filologii bułgarskiej i angielskiej na Uniwersytecie Płowdiwskim im. Paisjusza Chilendarskiego. Kształciła się później m.in. w Wielkiej Brytanii i Niemczech, a także na Południowo-Zachodnim Uniwersytecie im. Neofita Riłskiego; doktoryzowała się w 2020. Zajęła się zawodowo kwestiami rozwoju okresu wczesnodziecięcego, wsparcia społecznego oraz ochrony dzieci i rodzin. Pełniła funkcję dyrektora bułgarskiego przedstawicielstwa brytyjskiej organizacji charytatywnej The European Children’s Trust, później objęła kierownictwo bułgarskiej fundacji „Za naszite deca”. Była też wiceprzewodniczącą International Foster Care Organisation (IFCO), światowej organizacji opieki zastępczej. W 2013 zajmowała stanowisko wiceministra pracy i polityki społecznej, od 2014 ponownie zarządzała fundacją „Za naszite deca”.
W czerwcu 2023 objęła urząd ministra pracy i polityki socjalnej w rządzie Nikołaja Denkowa. Stanowisko to zajmowała do kwietnia 2024.